# Liste der Fahnenträger der Mannschaften der Niederländischen Antillen bei Olympischen Spielen
Die Liste der Fahnenträger der Mannschaften der Niederländischen Antillen bei Olympischen Spielen listet chronologisch alle Fahnenträger der Mannschaften der Niederländischen Antillen bei den Eröffnungsfeiern Olympischer Spiele auf.

## Liste der Fahnenträger
| Mannschaft           | Veranstaltung | Fahnenträger (EF)      | Fahnenträger (AF) |
| -------------------- | ------------- | ---------------------- | ----------------- |
| 1952 in Helsinki     | Sommerspiele  |                        |                   |
| 1960 in Rom          | Sommerspiele  |                        |                   |
| 1964 in Tokio        | Sommerspiele  |                        |                   |
| 1968 in Mexiko-Stadt | Sommerspiele  |                        |                   |
| 1972 in München      | Sommerspiele  | Bèto Adriana           |                   |
| 1976 in Montreal     | Sommerspiele  |                        |                   |
| 1984 in Los Angeles  | Sommerspiele  | Evert Kroon            |                   |
| 1988 in Calgary      | Winterspiele  | Bart Carpentier Alting |                   |
| 1988 in Seoul        | Sommerspiele  | Jan Boersma            |                   |
| 1992 in Albertville  | Winterspiele  | Dudley den Dulk        |                   |
| 1992 in Barcelona    | Sommerspiele  | Michel Daou            |                   |
| 1996 in Atlanta      | Sommerspiele  | Sergio Murray          |                   |
| 2000 in Sydney       | Sommerspiele  | Cor van Aanholt        |                   |
| 2004 in Athen        | Sommerspiele  | Churandy Martina       | Geronimo Goeloe   |
| 2008 in Peking       | Sommerspiele  | Churandy Martina       | Churandy Martina  |

Anmerkung: (EF) = Eröffnungsfeier, (AF) = Abschlussfeier

## Statistik
| Rang    | Sportart       | EF | AF | ∑  |
| ------- | -------------- | -- | -- | -- |
| 1       | Leichtathletik | 2  | 2  | 4  |
| 2       | Schießen       | 2  | 0  | 2  |
| 3       | Segeln         | 2  | 0  | 2  |
| 3       | Judo           | 1  | 0  | 1  |
| 3       | Schwimmen      | 1  | 0  | 1  |
| Gesamt: | Gesamt:        | 8  | 2  | 10 |

| Rang    | Sportart   | EF | AF | ∑ |
| ------- | ---------- | -- | -- | - |
| 1       | Bob        | 1  | 0  | 1 |
| 2       | Rennrodeln | 1  | 0  | 1 |
| Gesamt: | Gesamt:    | 2  | 0  | 2 |

| Rang    | Sportart       | EF | AF | ∑  |
| ------- | -------------- | -- | -- | -- |
| 1       | Leichtathletik | 2  | 2  | 4  |
| 2       | Schießen       | 2  | 0  | 2  |
| 2       | Segeln         | 2  | 0  | 2  |
| 4       | Bob            | 1  | 0  | 1  |
| 4       | Judo           | 1  | 0  | 1  |
| 4       | Rennrodeln     | 1  | 0  | 1  |
| 4       | Schwimmen      | 1  | 0  | 1  |
| Gesamt: | Gesamt:        | 10 | 2  | 12 |